# Лаатс, Лия Карловна
Ли́я Ка́рловна Ла́атс (17 февраля 1926, Таллин, Эстонская Республика — 24 апреля 2004, Таллин, Эстония) — советская эстонская актриса, Заслуженная артистка Эстонской ССР (1968).

## Биография
Родилась 17 февраля 1926 года в Таллине, Эстонская Республика.
В 1946 году окончила Таллинский театральный институт. Играла в театре «Эндла» в Пярну. В 1952—1960 годах выступала на эстраде. В 1960—1976 годах актриса театра «Ванемуйне» в Тарту. Почетный член Союза эстонских актёров.
Умерла после тяжёлой продолжительной болезни 24 апреля 2004 года.

## Личная жизнь
Была замужем за актёром Калью Ваха. У них родились два сына, Яак в 1948 году и Мадис в 1951 году. Брак закончился разводом. Позже у неё начались отношения с актёром Гарри Карро. В 1965 году у них родилась дочь Кади.

## Фильмография
| Год  |                     | Название           | Оригинальное название | Роль                                         |
| ---- | ------------------- | ------------------ | --------------------- | -------------------------------------------- |
| 1947 | фильм               | Жизнь в цитадели   | Elu tsitadellis       | Лидия                                        |
| 1959 | фильм               | Подводные рифы     |                       | Лидия                                        |
| 1961 | фильм               | Случайная встреча  |                       | Марика                                       |
| 1968 | фильм               | Мужчины не плачут  | Mehed ei nuta         | медсестра                                    |
| 1968 | мини-сериал         | Тёмные окна        |                       | женщина, отпущенная из гестапо после допроса |
| 1972 | телевизионный фильм | Молодые пенсионеры |                       | мать                                         |
| 1977 | телевизионный фильм | Тёмные аллеи       | Hämarad alleed        | жена Николая Алексеевича                     |
| 1979 | телевизионный фильм | Вот и мы!          |                       | жена Джона                                   |

## Награды
- Сталинская премия второй степени (1948) — за исполнение роли Лидии в фильме «Цитадель» (1947)[2]
- Заслуженная артистка Эстонской ССР (1968)
- Премия «Meie Mats» (1990).
- Орден Белой звезды 5 класса (2002)[3]